# Русешть (Хунедоара)
Русешть, Русешті (рум. Rusești) — село у повіті Хунедоара в Румунії. Входить до складу комуни Булзештій-де-Сус.
Село розташоване на відстані 333 км на північний захід від Бухареста, 50 км на північ від Деви, 81 км на південний захід від Клуж-Напоки, 134 км на північний схід від Тімішоари.

## Населення
За даними перепису населення 2002 року у селі проживала 21 особа, усі — румуни. Усі жителі села рідною мовою назвали румунську.